# 红星农场 (黑龙江)
红星农场是一个位于中华人民共和国黑龙江省黑河市北安市的农场，亦是黑龙江省农垦北安管理局所属的一个农场。
红星农场始建于1951年，位于小兴安岭南麓，轱辘滚河畔，土地面积58.8万亩，耕地41万亩，人口13360人。

## 行政区划
红星农场下辖以下单位：
红星场直社区、红星农场第一管理区、红星农场第二管理区、红星农场第三管理区、红星农场第四管理区和红星农场第五管理区。